# August Schotte (atleet)
August Schotte (Den Haag, 20 juni 1883 – Brussel, 4 maart 1968) was een Nederlandse snelwandelaar. Hij nam eenmaal deel aan de Olympische Spelen.

## Loopbaan
August Schotte vertegenwoordigde Nederland bij het 3000 m snelwandelen op de Olympische Spelen van 1920 in Antwerpen. Hier werd hij in de tweede serie als zevende uitgeschakeld voor finale.
In 1911 nam hij deel aan "Le Tour de Paris" (met 60 Franse, Belgische en Italiaanse deelnemers), een jaarlijkse snelwandelwedstrijd om Parijs, waarbij hij de 34 km aflegde in 3 uur 7 minuten en 34 seconden. Hierbij verbeterde hij zijn eigen record met zes minuten. Hij werd hierdoor eerste en won een fiets van 200 franc en de championaat-medaille.
Schotte werd vele malen Nederlands kampioen op tegenwoordig niet meer gangbare onderdelen bij het snelwandelen. Zijn eerste titel veroverde hij in 1918 op de 25 km. Daarnaast werd hij Nederlands kampioen op de 1500 m, 3500 m, 10 km en nog driemaal op de 25 km. Bovendien vestigde hij op dergelijke nummers diverse nationale records, zoals op de 1000 m, de 2000 m, de 3500 m, de 5000 m en de 10 Eng. mijl. Alle genoemde records realiseerde hij in de periode van juli tot en met oktober 1921.
Hij was medeoprichter van de Rotterdamse vereniging "De Snelvoeters".

## Nederlandse kampioenschappen
| Onderdeel           | Jaar                   |
| ------------------- | ---------------------- |
| 1500 m snelwandelen | 1919, 1921             |
| 3500 m snelwandelen | 1919, 1921             |
| 10 km snelwandelen  | 1919, 1920, 1921       |
| 25 km snelwandelen  | 1918, 1919, 1920, 1921 |